# 機甲警察メタルジャック
『機甲警察メタルジャック』（きこうけいさつ メタルジャック、アーマードポリス メタルジャック）は、1991年4月8日から12月23日まで、テレビ東京で毎週月曜18:30 - 19:00（JST）に全37話が放送された、サンライズ制作のSFアニメ作品、および作中で主人公たちが変身するヒーローの名称である。

## ストーリー
舞台は世界有数のハイテク未来都市「TOKYOシティ」。近未来の世界はこれまでにない殺人、テロ、電脳犯罪など警察の想定範囲内の限界を超えていた。警視庁の醍醐正尚は以前から温めて来た構想「メタルプロジェクト」に相応しい人材を探し続けていた。
ある日、世界的財閥である「財前コンツェルン」のパーティーに犯罪組織「イド」の怪ロボット・クライムモビルの軍団が現れ財閥の御曹司、財前純を襲う。彼を救うために重傷を負った警視庁刑事の「神崎ケン」、F1レーサー「アグリ亮」、プロレスラー「豪田剛」の行動に感服した醍醐は瀕死の3人の勇気に報いるため、その体をサイボーグとして蘇生、「機甲警察メタルジャック」の新たなボディと任務を与えた。
あらゆる犯罪に敢然と立ち向かうメタルジャック。しかし、その影には常にイドが絡んでいた。

## 登場人物

### 機甲警察メタルジャック
近年、ロボットやハイテクを駆使した犯罪に対応しきれなくなった警察を危惧した醍醐正尚が、密かに研究を重ねて提唱した「メタルプロジェクト」により誕生したサイボーグ捜査官による組織を機甲警察［ARMORD POLICE］メタルジャックと呼ぶ。
特別警察官の階級を持ち、一般の警官以上の権限を持つ。城ヶ崎課長は「あと100年勤め上げなきゃならん」と言われるほど特別な階級の模様。
最大の特長は、装着者の能力に比例して力を発揮するということで、ケン達が能力を上げることでアーマーの力を発揮して強くなれる。
シャドウジャックアーマーは、本来は20年前に宇宙開発用サイボーグの開発に日本と某国が共同開発していたプロジェクト「Bプロジェクト（ブラックプロジェクト）」で、B1からB9までの9人が志願した。これには醍醐司令も参加していたが、某国が無断で軍事転用したために醍醐司令は提訴しようとしていた。だが、某国からの圧力でプロジェクトからは外されてしまい、その後某国での計画は失敗。志願した9人も死亡したと思われていたが、B9ことシャドウだけが生き残っていた。

#### メタルジャック
第1話の財前邸襲撃事件で、己の危険も省みずに純を救おうとした神崎ケン、アグリ亮、豪田剛の3人が瀕死の重傷を負ったため、醍醐司令が回収し、彼の蘇生手術を受けてサイボーグ捜査官となった3人の戦士。
名乗り口上は
「鋼の輝き浮世の闇に」剛
「流れる悪事の足音聞かば」亮
「討ちて信ぜよう我等が役目！」ケン
「機甲警察メタルジャック！」3人
神崎 ケン（かんざき ケン）
声 - 林延年
本作品の主人公。父の形見のマグナムを愛用している明るく能天気なお調子者の警視庁捜査課の若手捜査官。第1話の財前邸襲撃事件で純を救おうと瀕死の重傷を負ったために蘇生手術後にメタルジャックに改造された。
彼がメタルジャックの一員であることを署内の同僚たちには秘密にしていたが、30話で城ヶ崎課長に勘付かれる。実は財前純とはある意味において兄弟のような存在であり、そのことが原因でハイパー化の際、代償として細胞の壊死率が高くなった。サイバー警察犬のランダーを誰よりも可愛がっている。亮や剛の苦手なものでおちょくって偉そうにするが、実は自分もヘビが大の苦手。血液型は非常に希少なRhマイナスT型。
実は「プロジェクト・ジャガーノート」によって20年前に完成した人工生命体第1号で、純とは実質同じ遺伝子を持った兄弟もしくは分身と言える存在で、純と血液型が同じなのはそのためである。
最終決戦直前に細胞崩壊を起こしはじめ、まともに戦えない体になるも、最終決戦の侵攻をはじめたネオ・イドのとの決戦となり、さゆりに正体を明かし、さゆりと共に純を説得して正気に戻すが、純が要塞に取り込まれ自爆してしまう。直後に自分も限界を越えてしまい意識を失うが、駆け付けた藩銀蓮（はん ぎんれん）の細胞崩壊対策の手術により一命を取り留めた。そして、出頭を決意していた純を迎えに行き、現れたトロイダルを何とか撃破する。最後はギルリアこと霧谷を逮捕に向かい、霧谷から犯罪データの全てを渡され、彼の死を見届けた。
それから数ヶ月後、失踪した純をさゆりと共に待ち続け、帰ってきた純に再会する。
ネーミングの元は『獣神ライガー』の大牙剣と神崎真吾。
レッドジャック
ケンがスーツアップした赤い戦士。
バランスに優れた戦士で、特にバスターショットによる射撃を得意とする。
イド側のコードネームは「M1」。
ハイパーレッドジャック
第21話でジャックモビルに敗れて瀕死の状態になったケンが、ハイパープロジェクトの再手術によって新しく手に入れた姿。
以前のレッドジャックから能力は上昇しており、ハイパーレッドジャックアーマーを装着することが可能になった。
アグリ・亮（アグリ りょう）
声 - 中村大樹
ワールドグランプリ三連覇の偉業を持つF1レーサー。キザでプライドも高い。他人に愛嬌を振りまくことを嫌っていてマスコミ嫌い。第1話の財前邸にパーティーに主賓として招かれていたが、襲撃事件に遭遇。咄嗟に純を救おうとして瀕死の重傷を負ったためにメタルジャックへと改造された。
他の2人に比べてレース中や戦闘では冷静沈着だが、3人でいる時はふだん見ないような明るい性格やノリでみんなと楽しんでおり、特に第18話では泳げない剛を馬鹿にするケンに自分は自転車に乗れないと恥ずかしげもなく豪語して明らかにした。実際に浜辺で全く自転車をこげずに転倒してケンの自転車に轢かれてしまった。
ケン同様に正体は秘密にしているが、第32話では密着取材を受けていた村上京子と少し打ち解けるようになり、取材中にトンネルの崩壊で閉じ込められてしまい、崩落の寸前でやむなくスーツアップして秘密にしていた正体を晒してしまったこともあったが、京子の理解を得られたことで秘密は守られた。
シルバージャック
亮がスーツアップした銀色の戦士。
加速能力によるスピードに優れており、3人の中でいちばんのスピードを誇り、爆弾や電波探索の能力にも秀でている。
戦闘ではサーメットスティックにより剣技に優れ、シルバーファルコンでの空中戦も得意とする。
また、手の甲からは冷凍ビームを発射が可能。イド側のコードネームは「M2」。
豪田 剛（ごうだ ごう）
声 - 山口健
ゴンザレス剛のリングネームで活躍するワールドプロレスチャンピオン。世界一を目指すプロレスラー。実家は病院。亮と同じく、第1話の財前邸にパーティーに主賓として招かれていたが、襲撃事件に遭遇。咄嗟にケンを救おうとして瀕死の重傷を負ったためにメタルジャックへと改造された。
いわゆる三枚目でケンと同じくお調子者でスケベ。第18話でキャンプに行った時にケンの同僚である吉沢えり子に一目惚れしており、お互いに嫌いなモノが「遺伝のせいだ！」ということで意気投合。急速に距離を縮めた。第33話ではついに世界一のレスラーとなった。その勢いでリングサイドでえり子にプロポーズして婚約にこぎ着ける。
見た目に反して昔から全く泳げないカナヅチなのを幼馴染の桜井典子にバラされてしまい、ケンたちの知るところとなり、大いに茶化される。浜辺の波打ち際ですら溺れてしまう。水が苦手なせいか頭を洗うのもシャンプーハットなしでは洗えない。18話のキャンプではケンのうっかりからみんなに知れ渡ってしまう。
オープニングテロップでは「剛田豪」と誤表記されていた。
ブルージャック
剛がスーツアップした青い戦士。
プロレスラーである剛の力を存分に活かした格闘に特化し、パンチの一撃でギルマーダーを粉砕するパワーファイター。
イド側のコードネームは「M3」。

#### 上層部
醍醐 正尚（だいご まさなお）
声 - 加藤精三
「メタルプロジェクト」の推進者で司令官的存在。「メタルプロジェクト」の前身である「Bプロジェクト」に関わっていたが、共同開発先の某国が独断でプロジェクトを軍事転用したため、その責任を被りプロジェクトを追われた過去がある。その後自らの手でプロジェクトを昇華し、「メタルプロジェクト」を完成させた。
メタルジャックに素顔やさまざな秘密を隠しつつ、必要に応じて司令室に呼び出しては指示を与えていた。厳しい言動も目立つが、決して消耗品扱いしている訳ではなく、彼なりの愛情を持って接している。政界にも強いコネクションを持ち、首相へ依頼してシャドウの進退を某国から手を引かせることに成功する。ケンの出生の秘密も知っていた。
最終話にて霧谷と対峙して彼を糾弾した。
藩銀蓮（はん ぎんれん）
声 - 佐々木優子
「メタルプロジェクト」の推進者の一人。妙齢の女科学者。ケンからは「銀ちゃん」と呼ばれる。極度のメカフェチで、ケンたち人間には大した興味はない。また、ケンのランダーを製造したのは彼女であり、特に愛情を注いでいる。「第二次メタルプロジェクト」ことハイパープロジェクトを提唱しており、ケンを被験体に選んでいた。
第20話で「メタルプロジェクト」に関わった博士たちが次々に誘拐された際に自ら捕まり敵拠点を暴いたが、トロイダルの怒りを買い強引に記憶を奪われたせいで昏睡状態に陥るが、第22話で復活。ケンを選びハイパー化を施した。復活したケンたちに別れを告げて日本を去った。
最終話にて、ケンの細胞崩壊を食い止めるために再び入国。ケンに手術を施して崩壊を食い止めた。

### 財前コンツェルン
世界に名の知れた巨大企業。医療・科学・宇宙開発と様々な分野で成功してきた世界有数の複合企業体。
実は犯罪組織「イド」とは財前純が作り出したメガデスが作り出した組織であったことが中盤に判明する。
財前 純（ざいぜん じゅん）
声 - まるたまり
財前コンツェルンの御曹司。10歳ながらに知能指数測定不能と言われる超天才児。その立場ゆえ、学校にも行かず家庭教師と勉強しているため友達もおらず孤独でいた。ケンと初対面の際にもケンに対して立場を考えて敬語で喋ったために「ガキのクセに気取るな！」「身勝手でけっこう！」と叱られていた。以降、ケンたちといる時は子供らしさを見せるようになっていった。
実は過去にメガデスとトロイダルを作り出した張本人で、ケンには伝えれずにいることを悩んでいた。そのため、イドからは執拗に付け狙われている。
ケンたちと交流を重ねるに連れ、子供らしさが芽生えはじめたが、正式に第23話には財前コンツェルンを継ぐことになり、会長として職務を続けていると、父親のデータから自分が「ジャガーノートプロジェクト」で作り出された生命体であることを知る。
そのことに苦悩し、第28話ではケンに自分の出生の全てを打ち明けて財前の名前を捨てる決意をした。しかし、そのことを霧谷に話すと受け入れれない霧谷に洗脳され「ネオ・イド」の総帥となり、人類を振るいにかける「ミレニアム・シティ計画」を発動する。
しかし、ケンやさゆりの必死の説得で正気を取り戻す。その直後に反撃に出たトロイダルとクローラに生体コンピュータとして要塞に取り込まれケンたちを苦しめるが、かろうじて自我を取り戻した隙に要塞を自爆。この時死んだと思われていたが霧谷に救われて生き延び、逃亡を促されたが責任を取ろうと警察に出頭する覚悟を決めていたために拒否。最後は霧谷を説得するつもりで醍醐司令に同行し、彼の最後を見届けた後に失踪する。
数ヶ月後、崩れ去った自宅の前で待っていたケンやさゆりの元に帰ってきたところでEDとなる。
霧谷 俊一（きりたに しゅんいち）
声 - 小野健一
純の秘書を務める青年。彼が危機に陥った場合は命を張って助けるなど、秘書という枠には当てはまらない。意外と優しい性格で、ケンたちと遊ぶための時間を割いてくれたりもする。
実は「イド」の幹部ギルリアとしてのもう1つの顔を持っており、死んだ財前会長がイドと取引した際に監視役としてイドに潜入させていた。
最終話にて全てが失敗し、逃亡を計るも醍醐に発見され、純にも拒否される。最後はケンに純の潔白を証明するイドとネオ・イドのデータを渡し、反撃のふりをして警察の銃撃を浴び死亡した。
※ギルリアとしての詳細はグルンワルト・ド・ギルリアにて。
財前会長（ざいぜんかいちょう）
声 - 仁内建之
財前コンツェルンの会長で純の父親。第1話にてクライムモビルのミサイルによって死亡する。純の尊敬する父親であり、死んだ後も父親を思うあまり純が立ち直るのにも時間がかかっていた。
実は純は実子ではなく、優秀な遺伝子をかき集めて神に近い存在を作る「プロジェクト・ジャガーノート」という計画で彼が作り出した人工生命体で、純が作り出したメガデスやトロイダルと同じだったことを知り純は驚愕した。また、純は計画で完成した第2号であり、第1号はケンだったことが後に判明。

#### 犯罪組織「イド」
TOKYOシティで起こる大型犯罪の裏に必ず暗躍している犯罪コーディネーター。メガデスを首領とし、トロイダルたち10人の最高幹部たちからなる巨大組織で、多岐に渡る犯罪に手を染め回している。
犯罪の依頼・委託・協力など形は様々だが、犯罪の成功失敗に関わらず協力した犯罪者は抹殺される。
メガデス
声 - 藤本譲
犯罪組織「イド」のボス。財前コンツェルンを取り込もうと純の命を奪わんとしていたが、本来の目的は自身が純によって作られたバイオ・ヒューマノイドであるための復讐だった。
24話でデスメガデスに乗り込みメタルジャックたちを圧倒したが、25話で純とギルリアの機転で中枢を破壊されたところをジャック・ストームを受けて倒された。
トロイダル
声 - 速水奨
犯罪組織「イド」の幹部。様々な犯罪者たちに犯罪計画や武器を提供したり、犯罪自体をそそのかす犯罪コーディネーター。メタルジャックに作戦を邪魔をされたことで数々の作戦を失敗しているため怨みを抱いている。アンプリファイアユニットなるアーマーを有している。1度目はギルリアの妨害によりアーマーがエネルギー切れを起こす失敗となってしまったが、メタルジャックと互角に渡り合う。第28話にて敵側としては唯一ジャックアーマーに似たアーマーを装着した。
第24話で死に際のメガデスから、自身が純によって作られたバイオ・ヒューマノイドであることを知らされ苦悩し、人類に復讐を誓って、コンビナートを襲うも失敗。そこに現れた純に救われ修理を受ける。後に「ネオ・イド」幹部となり忠誠を誓う。最終決戦ではギルリアが倒れ、純の洗脳が解けて正気に戻ったことでクローラと共に計画を実行しようとするも失敗。要塞の自爆に巻き込まれるもかろうじて生き延び、クローラの死で怒りに駆られケンとの最終戦に敗れて死亡した。
18話で実はカニが苦手であることが明らかになる。
グルンワルト・ド・ギルリア
声 - 小野健一
霧谷健一の仮面を着けた「イド」の幹部としての姿。元々は純を守るために財前会長がイドに潜り込ませたスパイ。
だが、その正体は初期メタルプロジェクトにも関わっていた人物。そして本来のプロジェクトを勝手に変更したBプロジェクトにも大きく関わっており、研究員としてシャドウを改造したのは彼であった。そのため、シャドウからは復讐のために執拗に付け狙われることになる。
「イド」崩壊後、財前純が世界を支配するべきと純に打ち明け「ネオ・イド」を創設しようとするも純に拒絶されてしまい、財前の名前を捨てようとした純を「ネオ・イド」のボスとして洗脳した。
最終決戦では要塞に侵入してきたシャドウとデストロイドに乗込み善戦するも敗北。要塞の自爆に巻き込まれた純を救い出した。
CD収録の後日談的ドラマによると醍醐司令と同い年。

#### 「ネオ・イド」
ギルリアが新たに作り出した財前純を首領として復活させた新たなイド。
純が財前の名前を捨てようとしたためにギルリアが強引に洗脳してケンたちの記憶まで消してしまったことで本来の人格は無い。また、トロイダルを引き込み忠誠を誓わせている。
ケンたちの知る純とは違い、人を超えた存在としてトロイダルやギルリアに対しても高圧的な態度を取る。
クローラ
声 - 冬馬由美
純によって新たに作られたアンドロイド。表向きはトロイダルの忠実な部下だが、実はトロイダルを監視する目的も兼ねていた。
当初は部下として命令に忠実だったが、純とギルリアの関係を学習するうちに次第に感情が徐々に芽生えはじめ、純にバラを渡したギルリアを真似して鉄クズでバラを作ってトロイダルに渡そうとするなど、彼に対して本来は生まれるはずがない恋愛感情が芽生えはじめる。その後、メタルジャックとの戦いでトロイダルが危機に陥った際、彼を救いたい一心から感情が覚醒した。
直後にミレニアムプロジェクトのパーツとして改造されてしまい、要塞の自爆に巻き込まれてボディは傷付き大破。かろうじて生き延びたAIもバッテリー切れとなり、トロイダルと共に力尽きた。

### 登場人物関係者
シャドウ（ディノ）
声 - 島香裕
かつてギルリアにより、軍事用に開発された試作型ジャックアーマーの実験体の生き残り。過酷で悽惨な実験のショックで記憶をほとんど思い出せなくなっており、コードネームはB-9。シャドウの名前も自分で名乗っているに過ぎない。
ふだんはジャックブレスで警察無線を傍受し、メタルジャックが出動する事件に現れて共闘するように見えるが、ギルリアへの復讐が優先するあまり、人質や被害を一切気にせずに攻撃する。
1人の時にはよく傷のついたハーモニカを奏で愛用している。護身の大型のアーミーナイフを右のブーツに装着しており、スーツアップ形態でも使用する。登場後は復讐ばかりに気を取られていたが、第21話で自分を庇ってケンが瀕死の重傷を負った時には後悔し、以降は少しずつだが協力するようになっていく。
第35話では純に会いたいさゆりを連れて要塞に突入。現れたギルリアとの戦いの最中に全ての記憶を思い出す。本名はディノ。Bプロジェクトに志願した1人で実験中にギルリアのワナにはまり、マインドプロテクト装置（一種の催眠装置）で仲間を抹殺するという凶行に走らされてしまう。その後処分される寸前で脱走し、生き延びた。ハーモニカはこの時の仲間である上官の大佐の娘からもらったものだった。
最後はギルリアをかろうじて倒したが逃走。最終話にて純と逃亡を計る霧谷を逮捕する醍醐司令を同行し、逮捕に協力した。
シャドウジャック
シャドウが「スーツアップ」した黒い戦士。3人と違い、掛け声はなく、叫んだり静かに装着する。元々が軍事用のスーツのため、3人のスーツより強力。
吉沢 えり子（よしざわ えりこ）
声 - 天野由梨
ケンの同僚。イドの関わる事件で居なくなるケンに振り回されてイライラしているが、ケンのことは同僚として心配している。また、ケンの妹のさゆりとも仲が良く、居なくなるケンの代わりに側に居ることもある。第15話でアイドル歌手の氷室明日香にそっくりだったことから彼女と入れ替わり、事件に巻き込まれたことがある。
少々ミーハー気味で、第1話での財前邸ではアグリのカッコよさに悲鳴を上げており、剛には前からファンだったようで第18話でキャンプに行った初対面では浮かれ回っており、剛が泳げないことを知った時は慰めていた。同時に嫌いな食べ物のスイカを見て恐怖した時には剛と慰め合ったことで意気投合。剛が第33話で世界一となった時にリングサイドでプロポーズされて婚約するまでに至った。
神崎 さゆり（かんざき さゆり）
声 - 荒木香恵
ケンの妹で10歳。財前邸襲撃事件で怪我を負ったケンを心配し、連れ戻すために母に無断で上京。ケンの下に押し掛けて帰ろうと騒ぐも、ケンの仕事ぶりを見て改心する。以後はTOKYOシティでケンのアパートに居座って同居し、大雑把な兄に対して几帳面で家事全般を担当している。兄に対して口やかましい面があるが、彼の身を案じている。純のことが大好きで、ケンに対する態度とは一変して赤面してモジモジとしてしまうほど。
兄と血の繋がりがないことは気付いていたようで、純にそのことを話していた。
純がネオイドの首領と知ると、居ても立っても居られずに財前邸に向い、シャドウと共に要塞に突入。首領となった純とついに対面する。撃ち合う2人の間に割って入り負傷するも、必死の呼びかけで純を正気へと戻した。最終話では、純を逃がそうとしたが、ケンの説得に思い留まり、霧谷の死後姿を晦ました純を待ち続けて数ヶ月後に再会する。
城ヶ崎課長（じょうがさきかちょう）
声 - 稲葉実
ケンの直属の上司。口では色々言いつつ、事件が起こると姿を消す（メタルジャックとして出動する）ケンをかばうこともあるほど、信頼していた様子。若い頃、ロボット兵器の密売事件を捜査中に同僚の刑事が殺されたため、捜査本部が解散してもたった一人で捜査を続けていた。独身。
萩原（おぎわら）
声 - 糸博
剛の所属ジムのレスラー兼トレーナー。剛が弟子入りを志願した時から彼の面倒を見てきた師匠とも言える人物。剛の不調を瞬時に見抜きアドバイスを繰り返している。
神崎 源一郎（かんざき げんいちろう）
声 - 岸野一彦
ケンの養父にして、さゆりの実父の警察官。赤ん坊だったケンを拾い、我が子として育てた。10年前、さゆりが産まれて間もない頃にかつて逮捕した牧江田が復讐に現れ、さゆりを人質に取られたために負傷。妻に部屋を出るように指示した後にケンが養子であることを明かし、さゆりのことを頼んで息を引き取った。
神崎 和美（かんざき かずみ）
声 - 西宏子
ケンの養母にして、さゆりの実母。牧江田の復讐で負傷した夫・源一郎をケンと共に見舞っていたが、席を離れている間に源一郎は亡くなり、死に目に会えなかった。

## 「イド」以外の敵
テロリスト（2話）
声 - 喜多川拓郎
目に機械式ゴーグルを装着した、組織名「イカロスの牙」を名乗るテロリスト。国際平和サミット壊滅のため、イドから買い入れた特殊クリスタルモンスターを操る。小説版には、同様のキャラクター性を持つ武器商人・イカロスが登場する。
門倉（3話）
声 - 若本規夫
自分を認めなかった世間に復讐すべく地下街を封鎖し、自らのライフワーク「人間群生心理学」を用いて、閉じ込めた人々にパニックを起こさせる実験を行う、狂気の科学者。
政治家（4話）
声 - 徳丸完
汚職の証拠に繋がる会社に検察の捜査が入るのを防ぐためイドに依頼した結果、存在しない爆弾魔によるプレアデスビル爆破テロが発生する。
遠藤（5話）
声 - 鈴木泰明
AI研究センターが保有するプログラムデータの強奪をイドに依頼。一度失敗しながら自信満々なトロイダルに不安を抱く。
牧江田（7話）
声 - 田中康郎
10年前にケンの父・源一郎に逮捕されたテクニカルテロリスト。その恨みから、脱獄して神崎家に侵入。生後間もないさゆりを人質に取って源一郎に致命傷を負わせるも、無我夢中で父のマグナムを拾ったケン（当時10歳）により右手を失う。そして現在、再度脱獄してワークボット（建設作業用ロボット）をハッキング、町中をパニックに陥れる。
エドモンド・バロックス（9話）
声 - 池田勝
バロックス・レーシングチームのオーナー。裏の顔はジョン・マクスン（声 - 子安武人）以下、多数のサイボーグ・レーサーを擁しての違法賭博組織を経営する。
ハーマン・ラインメタル（12・13話）
声 - 曽我部和恭
オットー・ラインメタル（12話）
声 - 飛田展男
世界的な営利誘拐犯・ラインメタル兄弟。純を誘拐し、身代金として財前コンツェルンが所有する2枚の名画を要求する。この誘拐事件に乗じたイドの純抹殺計画に巻き込まれ、オットーは死亡。遺されたハーマンは復讐を決意する。
戸倉（30話）
声 - 小林清志
城ヶ崎課長と同期で、現在は警視庁の幹部。事件になると姿を消すケンの懲戒免職を提案する。しかし、その裏では、18年前からのロボット兵器密輸を続けている悪徳警官。当時の同僚だった時村刑事（声 - 橋本博）に正体を感づかれ、抹殺している。
パウロ・デネッガー（31話・以下同）
声 - 高宮俊介
アラン・デネッガー
声 - 遠藤章史
マウア・デネッガー
声 - 安達忍
ニコラ・デネッガー
声 - 草尾毅
殺人・強盗の罪状は数知れずのインターポールに指名手配された超凶悪犯・デネッガー4兄弟。メタルジャックをはるかに上回るパワーとスピードを誇る超加速サイボーグで、シルバー殺害の寸前、シャドウの介入で出来た一瞬の隙を突かれて末弟ニコラが死亡。その際、眼部シールド破損により亮の正体が露見したため、兄と姉たちによる復讐戦が開始されることとなる。

## 装備・メカニック
ジャックブレス
スーツやアーマーを装着させるブレスレット兼通信機。カバーを開くことで機甲警察のエンブレムが現れ、天下御免のフリーパスになる。シャドウ用は、ボリュームつまみが複数付いた旧型で、傷だらけ。他の3人のものとは異なりエンブレムは展開しない。
ジャックスーツ
初期捜査や人間サイズでの戦闘に使用される一次装甲。ヘルメットはふだんはゴーグルだけの状態だが、任意でマスクを閉じた状態になり、熱風や真空状態でも活動出来る。3人それぞれの特性が活かされており、ケンは射撃能力、亮はスピード、剛はパワーに優れている。「スーツアップ」と叫びジャックブレスのボタンを押すことで転送される。全身に小型の圧搾ボンベが内蔵されており、ガスの噴射で回避運動などをサポートしている。
パワーアーム
ジャックスーツの状態で使用されるレスキューツールで、人命救助が主な用途。4話でビル内に閉じ込められた人々を救うため、シャッターのケーブルを切断した。瓦礫の撤去能力もあるらしい。
ジャックチェイサー
TOKYOシティの警察が使用する一般的なパトカー。メタルジャックも使用する。ケンが乗っているチェイサーは飛行モードに変形可能な数台しか作られていない試作型のもの。
バスターショット
メタルジャックの制式拳銃。バレル下部に畳まれたロングバレルをセットすることでライフルとしても使える。玩具にもこのギミックは存在し、サウンドが変化する。のちに『勇者警察ジェイデッカー』のジェイバスターとして再発売されている。
サーメットスティック
警棒状の武器。刀身にエネルギーを帯びることで、切断・刺突が可能。

### ジャックアーマー
強力な敵との戦闘時にジャックスーツの上からジャックオン（装着）する二次装甲。乗用もしくはサポート用メカが本体・下腿・火器に分解して形成される。ジャックオン完了時には「メタルファイター・○○ジャック！」と名乗りを上げる（シャドウは36話のみ。ハーパーレッドの場合は「ハイパーレッドジャック！」）。本体の頭部と腕部には装着者の該当部分が入っておらず、たとえ破壊されても（28話でハイパーレッドの左腕が斬り落とされ、36話でブルーの頭部が砲撃を受け、もぎ取られている）ダメージは無い。ただし、腕部に想定以上の負荷がかかった場合は神経リンクの問題なのか、生身の腕に傷を負うこともあった。
ランダー
ケンのサポートメカ。ジャックアーマーとしての機構を組み込んだ最新型サイバー警察犬。普段からケンと行動を共にしており、その際は一般型のサイバー警察犬と同じ色だが、ケンのスーツアップと連動して赤いカラーリングへと姿を変える。同時に細部の形状が変化、重量も増加する。警察犬モードでは嗅覚センサーによる探知に噛みつき攻撃なども得意。
ハイパーレッドジャック登場以降はレッドジャックになることはないが、ランダーとしてケンのパートナーとして変わらず戦いに参加する。
ジャックスピーダー
ランダーが高速移動形態のホバーバイクに変形した形態。現場に急行する際にレッドを乗せて移動する。
レッドジャックアーマー
ランダーと「ジャックオン」することにより誕生するメタルファイター。脚部のホバリングによる高速移動が可能。
装備
・ビーム砲（額）
・ハイパー・マグナム∶射撃武器。ケンの射撃能力を最大限に活かす。
必殺技∶メタルクラッシャーパンチ
ホバリングで突進し急接近、超振動する拳を叩き込む。
ジャックファルコン
シルバージャックのジェットスライダー型サポートメカ。空中戦や探索に使われる。両翼にビーム砲を装備しており、キャノピー部には人が収容可能。周波数を変えることでレッドやブルーも使用可能。
シルバージャックアーマー
亮がジャックファルコンとジャックオンすることにより誕生するメタルファイター。スピードと氷系の技に優れている。ジャックオン完了時にコンピュータのプログラムのような画像が入るのが他の二人と異なる特徴である。
装備
ソニックカッター
両腕にある細身の実体剣と光剣。
フリーザーショット∶射撃武器。
必殺技1∶ブリザードビーム両掌から発射する強力な冷凍光線。
必殺技2∶ハイパーブリザードビームレッドのハイパー化と同時に改造を受けたことで彼もパワーアップしており、強化されたブリザードビーム。
ジェットローダー
ブルージャックのサポートメカ。大型の4輪バイク。水中走行も可能。
ブルージャックアーマー
剛がジャックオンすることにより誕生するメタルファイター。3人の中で1番のパワーを誇るパワーファイター。また、水中戦にも優れた性能を持つ。
装備
肩部ホーミングミサイル
プロミネンサー∶射撃武器。
必殺技1∶ジェットダイナマイト背中のブースターで加速して突進して敵を粉々にする技。
必殺技2∶ハイパージェットダイナマイト同じくケンのハイパー化の際に強化されたジェットダイナマイト。ふだん出ていないブースターが露出して更に加速させた技。
※SFC版では攻撃力が他2機より高いがジャンプ力が低く設定されていて、この機体を選ぶと飛び越えられない箇所があるため、事実上クリアできない。
合体技∶トリプルスマッシュ
レッドジャック・シルバージャック・ブルージャックの3人の射撃武器による同じ箇所を同時に狙い撃ちする連携攻撃。
ボルター
シャドウジャックの人型の支援型ロボット。シャドウに常に付き添っている。この形態でも砲撃は可能。
シャドウジャックアーマー
シャドウがジャックオンすることで誕生するメタルファイター。元々が軍事目的のため、他の3体と比べて圧倒的な火力を有している。強力な反面、装着時間に制限があり時間は5分。その限界時間の5分に達する前に、安全装置が働き強制的にジャック・アウトされる。
装備
背部ショルダーキャノン
両肩ミサイルランチャー
胸部ミサイルランチャー
必殺技∶一斉射撃(名称無し)
全身の火器による一斉砲撃。
※エンディングテロップで一度だけ「ブラックジャック」と表記されたが、SFC版ではそちらの名称で登場。
レッドセプター/ジェットセプター
ハイパーレッドジャック専用の高速3輪バイク。「ジェットセプター」に変形することで飛行も可能。
ハイパーレッドジャックアーマー
激化するイドとの戦いに備えて開発された新型アーマー。ケンがジャックオンしハイパーレッドジャックアーマーとなる。ジャックモビルに奪われた4体を相手にしても圧倒するパワーを持つ。
高性能だが使用するためには装着者にかなりの負荷がかかり、ケンの細胞崩壊を加速させてしまった。
装備
Jバード
セプター機首が変形した鳥形メカ。合体することで飛行が可能になり、空中戦闘が可能になった。
バーストライザー∶射撃武器。
必殺技1∶ジャックメタルクラッシャーパンチ
肘のバーニアで加速して放つパンチ
必殺技2∶バーストライザー（フルパワー射撃）
エネルギーチャージして放つフルパワーの攻撃。一撃で巨大なメカを破壊する。
合体必殺技∶ジャックストーム
ハイパーレッドジャックのエネルギーをシルバージャック・ブルージャックに照射し、3人がフルパワーとなって螺旋状に突進する必殺技。3人への負担が非常に高く、特にケンへのは甚大で死の危険すらあるため、司令もギリギリまでこのことは伝えなかった。

### 「イド」および「ネオ・イド」の戦力
クライムモビル
「イド」の主戦力である、犯罪遂行用戦闘ロボットの総称。その機能や形状を盛り込んだ「○○モビル」と名付けられたものが多い。
バイオモンスター
最先端のバイオ技術で作られた、戦闘用人工生命体の総称。使用例は少ないが、ロボットにはない特殊機能でメタルジャックを苦しめた。
ギルマーダー（戦闘タイプ）
手足の鋭い爪が武器である、量産型戦闘ロボット。いわゆる「戦闘員」に相当する。
ギルマーダー（工作員タイプ）
ベレー帽、サングラス、全身を覆うボディスーツ（手のみ露出）を黒で統一した男たち。人間そっくりではあるが、サングラスの下は赤一色の眼球をした人工生命体。狙撃、爆弾などの設置、その他「イド」の活動における雑用一切を手掛ける存在である。
カスタムモビル
クライムモビルより低性能の、汎用戦闘ロボット。腹からミサイル、左右の前腕からワイヤー付きのトゲ鉄球とハサミ型爪を発射して戦う。赤と緑の2種存在する。
アンプリファイア・ユニット
主に「イド」時代のトロイダルが装着する強化装備。頭部以外の全身を覆う装甲服で、ジャックアーマーと互角の戦闘が可能。ただし、エネルギーは外部（移動要塞など）から転送してもらう必要があり、供給を断たれると弱体化する。
デスメガデス
「イド」の最終兵器たる、首領メガデスを頭脳とする超巨大ロボット。メタルジャックの集中攻撃「トリプルスマッシュ」さえも効かない装甲と、口からの強力ビームが武器。
ラグナロワ
「イド」崩壊と、自分の正体を知ったことで狂気に憑りつかれたトロイダルが持ち出した「イド」の超大型秘密兵器。東京シティの中心で猛攻撃を振るった。
火薬保有量があまりに多く、迂闊には攻撃ができなかったが、ブルーが足止め、シルバーが内部走査した上で、ハイパーレッドがバーストライザーの出力を絞って動力系統を寸断する戦法で無力化に成功。ブルーに操縦席をこじ開けられ、トロイダルは惨めに敗走することとなった。
ハイブリッド・ジャガー
「ネオ・イド」の幹部、トロイダルが装着。メタルジャックを倒すためにギルリアによって開発された新型アーマー（ジャガー型ロボットが分解・装着される。顔面のみ露出）。トロイダルは「鋼の魔獣」と称していた。初戦ではハイパーレッドの片腕を破壊し持ち帰る戦果を挙げた。
デストロイド
「ネオ・イド」本部である財前邸に乗り込んできたシャドウを迎え撃つために、ギルリアが操縦する戦闘ロボット。左右の腕を、ビームサーベルやガトリング砲に変形させて戦う。
最強の鎧（仮称）
正式名称は不明。財前邸における「ネオ・イド」とメタルジャックの最終決戦で、トロイダルがハイブリッド・ジャガーの上から装着した紫色のジャックアーマー状装甲服。シルバー・ブルー・シャドウの集中砲火を片手で防ぎ、両肩の光弾ランチャーで一掃したが、重症の身を圧して参戦したハイパーレッドを含む4人が傷を負いつつ接近しての集中砲火で倒された。

## スタッフ
- 監督：松園公（前半） / チーフディレクター：江上潔（後半）
- シリーズ構成：川崎裕之
- 原作：矢立肇（連載誌 - 『テレビランド[2]』、『てれびくん』）
- キャラクターデザイン：内田順久
- メカニカルデザイン：牧野行洋
- 美術監督：内山誠
- 撮影監督：菅谷信行
- 音響監督：千葉耕一
- 音楽：岩崎文紀
- 制作協力：スタジオディーン
- プロデューサー：倉林伸介（TX）、加納眞士（I&S）、池田陽一（SUNRISE）
- 制作：テレビ東京、I&S、サンライズ

## 主題歌
オープニングテーマ - 「JUST DREAM ON」
作詞・作曲・編曲・歌 - JACK BITES
エンディングテーマ - 「HOLD ON」
作詞・作曲・編曲・歌 - JACK BITES

## 挿入歌
「INTO THE NIGHT」
詞・作曲・編曲・歌 - JACK BITES
「Shake!!」
作詞・作曲 - 諸岡ケンジ / 編曲 - 小牟田聡 / 歌 - 諸岡ケンジ＆JACK BITES
「Smile...」
作詞・作曲 - 諸岡ケンジ / 編曲 - 小牟田聡 / 歌 - 諸岡ケンジ＆JACK BITES
「TOGETHER TONIGHT」
作詞 - 百億千夜 / 作曲・編曲 - 諸岡ケンジ / 歌 - 財前純（まるたまり）
「その手の中に」
作詞 - 野宮なをみ / 作曲 - 千葉達也 / 編曲 - 小泉洋 / 歌 - 神崎ケン（林延年）
「愛があればだいじょうぶ」
作詞 - 渡辺なつみ / 作曲 - 諸岡ケンジ / 編曲 - 小泉洋 / 歌 - 吉沢えり子（天野由梨）
「Hearts on fire」
作詞 - 百億千夜 / 作曲 - 諸岡ケンジ / 編曲 - 小泉洋 / 歌 - アグリ亮（中村大樹）
「HOLD ON」
作詞・作曲・編曲 - JACK BITES / 歌 - 神崎ケン（林延年）
「My love」
作詞 - Linda Mccartney / 作曲 - Paul McCartney / 編曲 - 山本剛・斉藤誠・トニー・セント・ジェームス / 歌 - チャリート

## 各話リスト
| 放送日        | 話数 | サブタイトル                     | 脚本         | 絵コンテ        | 演出         | 作画監督          |
| ------------- | ---- | -------------------------------- | ------------ | --------------- | ------------ | ----------------- |
| 1991年 4月8日 | 1    | ファーストバトル                 | 川崎ヒロユキ | 松園公          | 湊屋夢吉     | 内田順久          |
| 4月15日       | 2    | クリスタルストーム               | 川崎ヒロユキ | 高遠和茂        | 高遠和茂     | 多田治            |
| 4月22日       | 3    | パニックプログラム               | 荒川稔久     | 殿勝秀樹        | 水野和則     | 赤木圭二郎        |
| 4月29日       | 4    | ランニングマン                   | 月村了衛     | 鈴木吉男        | 鈴木吉男     | 金剛寺弾          |
| 5月6日        | 5    | パワーフォール                   | 千葉克彦     | 西山明樹彦      | 西山明樹彦   | 内田順久          |
| 5月13日       | 6    | ホットブラッド                   | 川崎ヒロユキ | 神谷純          | 神谷純       | 多田治            |
| 5月20日       | 7    | トップシークレット               | 川崎ヒロユキ | 大泉十五        | 株本毅       | 本橋秀之          |
| 5月27日       | 8    | ソルジャーブルース               | 千葉克彦     | 殿勝秀樹 森川滋 | 殿勝秀樹     | 金剛寺弾          |
| 6月3日        | 9    | デッドヒート                     | 月村了衛     | はやしまさみ    | はやしまさみ | 前田明寿          |
| 6月10日       | 10   | メタルブラック(前編)             | 月村了衛     | 西山明樹彦      | 西山明樹彦   | 多田治            |
| 6月17日       | 11   | メタルブラック(後編)             | 月村了衛     | 殿勝秀樹        | 殿勝秀樹     | 内田順久          |
| 6月24日       | 12   | プロジェクト ダーク              | 千葉克彦     | 株本毅          | 株本毅       | なかじまちゅうじ  |
| 7月1日        | 13   | 犯罪組織イド                     | 千葉克彦     | はやしまさみ    | 鈴木吉男     | 本橋秀之          |
| 7月8日        | 14   | ランダー 破壊指令                | 並木敏       | 殿勝秀樹        | 殿勝秀樹     | 金剛寺弾          |
| 7月15日       | 15   | アイドル婦警・えり子             | 川崎ヒロユキ | 小林孝志        | 小林孝志     | 前田明寿          |
| 7月29日       | 16   | 危険な訪問者                     | 並木敏       | 須永司          | 西山明樹彦   | なかじまちゅうじ  |
| 8月5日        | 17   | 悪夢の未来                       | 月村了衛     | 伊藤浩二        | 株本毅       | 本橋秀之 金剛寺弾 |
| 8月12日       | 18   | ウィーク・ポイント               | 千葉克彦     | 鈴木吉男        | 殿勝秀樹     | 内田順久          |
| 8月19日       | 19   | 機甲警察(メタルジャック)抹殺指令 | 川崎ヒロユキ | 中森忍          | 西山明樹彦   | 金剛寺弾          |
| 8月26日       | 20   | 美しき女科学者                   | 月村了衛     | 貞光紳也        | 小林孝志     | 本橋秀之          |
| 9月2日        | 21   | デス・レッド                     | 川崎ヒロユキ | 株本毅          | 株本毅       | 大森英敏          |
| 9月9日        | 22   | ハイパー・レッド                 | 川崎ヒロユキ | 殿勝秀樹        | 西山明樹彦   | 内田順久          |
| 9月16日       | 23   | 財前純 暗殺指令                  | 川崎ヒロユキ | みまなねり      | 丘見冗二郎   | 佐久間信一        |
| 9月23日       | 24   | 光と闇の対決                     | 川崎ヒロユキ | 大森英敏        | 株本毅       | 吉田誠            |
| 9月30日       | 25   | 死闘の果てに……                   | 川崎ヒロユキ | 青木康直        | 西山明樹彦   | 本橋秀之          |
| 10月7日       | 26   | よみがえる過去                   | 月村了衛     | 西村純二        | 株本毅       | 前田明寿          |
| 10月14日      | 27   | 創られし者たち                   | 千葉克彦     | 丘見冗二郎      | 西山明樹彦   | 佐久間信一        |
| 10月21日      | 28   | イド復活                         | 川崎ヒロユキ | 杉島邦久        | 宮崎一哉     |                   |
| 10月28日      | 29   | 機械の女神クローラ               | 月村了衛     | 大森英敏        | 株本毅       | 大森英敏          |
| 11月4日       | 30   | 時効成立5分前                    | 千葉克彦     | 中村隆太郎      | 阿部恒       | 阿部恒            |
| 11月11日      | 31   | 真昼の稲妻                       | 月村了衛     | 江上潔          | 鈴木吉男     | 内田順久          |
| 11月18日      | 32   | レーサー・リポート               | 千葉克彦     | 加瀬充子        | 西山明樹彦   | 前田明寿          |
| 11月25日      | 33   | 鋼のバラ                         | 川崎ヒロユキ | 加瀬充子        | 山口美浩     | 佐久間信一        |
| 12月2日       | 34   | ミレニアム・シティ               | 月村了衛     | 大森英敏        | 株本毅       | 大森英敏          |
| 12月9日       | 35   | 奪われた時を求めて               | 千葉克彦     | 殿勝秀樹        | 鈴木吉男     | 佐久間信一        |
| 12月16日      | 36   | 対決レッドVS純                   | 川崎ヒロユキ | 殿勝秀樹        | 西山明樹彦   | 本橋秀之          |
| 12月23日      | 37   | ファイナルバトル                 | 川崎ヒロユキ | 江上潔          | 株本毅       | 内田順久          |

※通常サブタイトルは黒一色の背景で機甲警察のエンブレムの上にサブタイトルが表示されているのだが、第15話、第18話は通常と違っている（第15話＝背景がハート、第18話＝背景が日の出）。

## 放送局
★印の局はサンライズ公式サイトより。放送時間は個別に出典が提示されているものを除き1991年12月中旬 - 1992年1月上旬時点のものとする。
| 放送地域       | 放送局          | 放送系列       | 放送日時                                                                 | 備考                             |
| -------------- | --------------- | -------------- | ------------------------------------------------------------------------ | -------------------------------- |
| 関東広域圏     | ★テレビ東京     | テレビ東京系列 | 月曜 18:30 - 19:00                                                       | 制作局                           |
| 北海道         | ★テレビ北海道   | テレビ東京系列 | 月曜 18:30 - 19:00                                                       |                                  |
| 岡山県・香川県 | ★テレビせとうち | テレビ東京系列 | 月曜 18:30 - 19:00                                                       |                                  |
| 福岡県         | ★TXN九州        | テレビ東京系列 | 月曜 18:30 - 19:00                                                       |                                  |
| 愛知県         | ★テレビ愛知     | テレビ東京系列 | 土曜 19:00 - 19:30                                                       |                                  |
| 大阪府         | ★テレビ大阪     | テレビ東京系列 | 火曜 19:00 - 19:30                                                       |                                  |
| 宮城県         | ★東北放送       | TBS系列        | 金曜 17:30 - 18:00                                                       |                                  |
| 静岡県         | ★静岡放送       | TBS系列        | 日曜 6:00 - 6:30                                                         |                                  |
| 広島県         | ★中国放送       | TBS系列        | 月曜 17:30 - 18:00                                                       | 1991年12月30日まで放送           |
| 福島県         | ★福島テレビ     | フジテレビ系列 | 火曜 16:00 - 16:30（1991年9月まで） 火曜 16:30 - 17:00（1991年10月から） |                                  |
| 奈良県         | 奈良テレビ      | 独立放送局     | 月曜 18:30 - 19:00                                                       |                                  |
| 石川県         | テレビ金沢      | 日本テレビ系列 | 月曜 - 木曜 10:30 - 11:25                                                | 1993年7月26日から8月26日まで放送 |

## 関連商品
いずれも発売元はキングレコード。

### 映像ソフト
- 機甲警察メタルジャック Vol.1 - 10（VHS・LD、1991年12月5日 - 1992年4月4日）
- 機甲警察メタルジャック DVD-BOX（2006年6月7日）

### CD
- HOLD ON（1991年5月5日） OP・ED曲を収録したシングル盤。
- 機甲警察メタルジャック Count Down（1991年7月16日）
- 機甲警察メタルジャック HARD PLAY（1991年10月21日）以上2枚とも、オリジナルドラマと劇中で使用されたBGMを収録。
- 機甲警察メタルジャック Just Dream On（1992年2月5日）先の2枚に未収録のBGMを収録したオリジナル・サウンドトラック盤。
- 機甲警察メタルジャック PARTY JACK（1992年4月4日）オリジナルドラマ、および出演陣によるイメージソングを収録。

## 小説
- 『機甲警察メタルジャック』（上・下）

川崎ヒロユキ著。大陸書房大陸ネオファンタジー文庫、1992年発売。「イド」は上巻で崩壊、シャドウの登場は下巻からとなるなど、テレビシリーズとは多少の展開の相違も存在する。また、カバー、口絵、本文イラストには一切ジャックアーマーが登場しない。

## ゲーム
- 『機甲警察メタルジャック』

スーパーファミコン用ソフト。1992年にアトラスから発売。ジャンルは横スクロールアクション。
- 『機甲警察メタルジャック』

ゲームボーイ用ソフト。1992年にタカラ（現タカラトミー）から発売。ジャンルは戦略シミュレーションゲーム。

## トピックス
前述の通り、実際の放送期間は1991年4月から12月までの9か月間であるが、当初は1992年3月までの1年間の予定であったとされている。
公式なアナウンスはなされていないが、当時のファンの間で周知の事実として語られていた情報として「実現せずに終わった『電脳警察サイバーコップ』の続編の企画が、メインスポンサーであったタカラ内部に残った末に本作品の母体となった」というものがある。